# Doxefazepam
Doxefazepam (được bán với biệt dược Doxans) là một loại thuốc benzodiazepine. Thuốc có đặc tính giải lo âu, chống co giật, an thần và làm giãn cơ xương. Thuốc được sử dụng trong điều trị như một loại thuốc ngủ. Theo Babbini và các đồng nghiệp năm 1975, dẫn xuất flurazepam này mạnh hơn từ 2 đến 4 lần so với loại thứ hai trong khi đồng thời độc hại một nửa ở động vật thí nghiệm.
Thuốc đã được cấp bằng sáng chế vào năm 1972 và được đưa vào sử dụng y tế vào năm 1984.

## Tác dụng phụ
Phần 5.5 của bài viết Doxefazepam trong tập 66 của Tổ chức Y tế Thế giới (WHO) và Cơ quan Nghiên cứu về Hủy bỏ (IARC) IARC chuyên khảo về đánh giá rủi ro gây ung thư đối với con người, một bài viết mô tả tác động gây ung thư/độc tính của doxefazepam đối với con người và động vật thí nghiệm, khẳng định rằng có "đủ bằng chứng doxefazepam gây ung thư ở người" và bằng chứng hạn chế trong thực nghiệm cho năng gây ung thư của doxefazepam ", và kết luận rằng việc đánh giá tổng thể về tính gây ung thư của chất cho con người là 'không thể phân loại.' 